# Рик во времени
«Рик во времени» (англ. A Rickle in Time) — первый эпизод второго сезона американского мультсериала «Рик и Морти». Сценарий к эпизоду написал Мэтт Роллер, а режиссёром выступил Уэс Арчер.
Название эпизода отсылает к роману «Морщинка во времени».
Премьера эпизода состоялась 26 июля 2015 года в блоке Adult Swim на Cartoon Network. Эпизод посмотрели около 2,1 миллиона зрителей во время выхода в эфир.

## Сюжет
Спустя шесть месяцев после остановки времени Рик решает разморозить время. Он предупреждает Морти и Саммер, что их хронологическое время может быть нестабильным. Рик предлагает Бет и Джерри пойти за мороженым, чтобы дать им время стабилизироваться. Морти и Саммер спорят, и возникающая в результате неопределённость разрывает время на две реальности — визуально изображаемые как две в основном синхронизированные параллельные реальности. Они больше не являются частью какой-либо линии времени, а гараж окружён чёрной пустотой, заполненной котами Шрёдингера. Рик использует Кристалл Времени, чтобы попытаться соединить вероятности вместе, но продолжающаяся неуверенность Морти и Саммер мешает работать слиянию. Собственная неуверенность Рика в том, что его другое «я» замышляет против него заговор, приводит к хаосу.
Из четырёхмерного пространства появляется существо с яичком вместо головы и ругает Рика. Он даёт Рику, Морти и Саммер ошейники, стабилизирующие время, которые восстанавливают порядок, объединяя линии времени в одну. Однако, поскольку Рик получил кристалл времени незаконным путём, существо говорит им, что они отправятся в тюрьму времени на вечность. Рик приказывает Морти и Саммер снять ошейники, но возникающая в результате цепочка неопределённости ещё больше разбивает их реальности на десятки различных временных линий. После победы над яйцеголовым монстром Рик замечает, что время разваливается. Ошейник Саммер переносит её в своё время, но один из ошейников Морти сломан. Когда гараж разваливается на части, Морти со сломанным ошейником падает в бескрайнюю пустоту, и Рик прыгает за ним. Он даёт Морти свой ошейник, но замечает парящий под ним ошейник. Он поспешно чинит его, и все трое воссоединяются в своём времени.
Между тем, получив мороженое, Бет и Джерри сбили оленя своей машиной. Как ветеринарный хирург, Бет пытается помочь оленю в ветеринарной больнице, но замечает огнестрельное ранение в его боку. Появляется охотник и заявляет, что олень принадлежит ему, вызывая адвоката, чтобы гарантировать владение над оленем. В то время как Бет игнорирует это и пытается спасти оленя, Джерри приходит на помощь, привлекая сотрудников института дикой природы, которые могут доставить оленей к лучшим врачам за пределами юрисдикции требований охотника. Вернувшись в лес, Бет обнаруживает, что мужчины были не врачами, а сотрудниками кафе-мороженого. Бет продолжает свою операцию и спасает оленя, который возвращается в лес.
В сцене после титров яйцеголовый монстр получает подкрепление. Вместе с другим таким же существом они ошибочно принимают Альберта Эйнштейна за Рика, избивают его и предупреждают, чтобы он «не шутил со временем». Это вдохновляет Эйнштейна сформулировать теорию относительности назло им.

## Производство
Соавтор Джастин Ройланд был непреклонен в том, что первый эпизод второго сезона должен начаться с того места, где заканчивается первый сезон. Один из создателей Дэн Хармон также вспомнил, что он игрался с идеей замораживания времени на протяжении всего сезона. Изначально идея с замораживанием времени была просто сценой для тизера, но сценаристы решили расширить ее на весь эпизод, при этом Ройланд сказал: «Давайте попробуем на самом деле сделать это и попытаемся рассказать целую историю, которая покажет почему время является своего рода проблемой».

## Отзывы
«Рик во времени», наряду со вторым эпизодом второго сезона «Успеть до Морти-ночи», просочился в сеть за месяц до его телевизионной премьеры. Ройланд отметил, что он был скопирован с сайта, предназначенного только для прессы, с небольшими ошибками в звуке и анимации, которые будут исправлены в окончательной версии. Относительно этики просмотра просочившихся эпизодов Ройланд прокомментировал: «Я скажу следующее: я не думаю, что какие-либо фанаты — или даже не фанаты — которые в конечном итоге смотрят это, являются плохими. […] Я не думаю, что кто-то должен слишком сильно ругать себя за это, но больше обидно, что кто-то другой принял решение выпустить его в свет до того, как он был готов».
Зак Хэндлен из The A.V. Club дал эпизоду оценку A-, похвалив «невероятно умный (и визуально потрясающий) главный трюк», написав, что этот эпизод усиливает то, что он считает «гениальностью шоу: он находит время для абсурда и искренности, одновременно усиливая, а не подрывая другого». Джесси Шедин из IGN назвал этот эпизод «поистине незабываемым», резюмируя его следующим образом: «[Оно] напомнило нам, почему это шоу настолько уникально. Конфликт, разделённый по времени, был умело реализован и становился всё более весёлым. И не только это, он завершился на удивительно острой ноте». Гита Джексон из Paste дала эпизоду 9,0/10, заявив, что «здесь есть мысли, есть полировка, они хотят убедиться, что вы видите, как проделали это дело».